# Église Saint-Jean-le-Théologien de Kýthnos
Ne doit pas être confondue avec l'église Saint-Jean-le-Théologien d'Athènes.
Pour les articles homonymes, voir Église Saint-Jean.
L'église Saint-Jean-le-Théologien (en grec moderne : Ναός Αγίου Ιωάννη Θεολόγου / Naós Agíou Ioánni Theológou) est une église chrétienne orthodoxe et un monument historique à Chóra de Kýthnos dans les Cyclades.

## Situation et description
L'église, dédiée à l'apôtre Jean, est située à Panochóri, près de la place Mazaráki, à Chóra. L'édifice est un exemple typique de l'architecture religieuse de Kythnos et a été classée monument historique. Il est de conception byzantine avec un plan cruciforme d'une pièce et une coupole, un autel en bois sculpté, une fresque et des icônes post-byzantines. Sur le côté extérieur sud, au-dessus de l'entrée, se trouve un cadran solaire mural,.
L'église a été rénovée en 1846 aux frais du prêtre et enseignant Geórgios Aisopídis. À cette époque, l'édifice a été décoré de fresques. Il a également été enrichi de précieux vases sacrés de l'art ecclésiastique russe, aux frais du prêtre Melétios Vayanéllis, qui résidait à l'époque à Kiev.
L'église abrite par ailleurs deux icônes de l'artiste Dimítrios Chalkiótis. La première représente l'Apocalypse de saint Jean le Théologien, qui est en état de piété. La seconde représente la Vierge Marie avec Jésus dans ses bras, entourée d'Elisabeth, Jean le Baptiste et sainte Anne. Jésus, Marie et Jean sont représentés comme des enfants. Les principales caractéristiques de cette icône sont que les saints ne sont pas assis sur un trône, comme c'est la coutume, mais qu'ils sont en marche. L'icône se distingue par des couleurs vives.